# Dino Da Caprile
Dino Da Caprile (Siena, 24 aprile 1911 – Siena, 31 agosto 1990) è stato un calciatore italiano, di ruolo mediano.

## Carriera
Iniziò la carriera professionistica nel 1925 tra le file della squadra di calcio della sua città, il Siena, con cui disputò otto stagioni nelle serie inferiori. Nel 1933 passò al Bari, in Serie B, quindi nel 1936 si trasferì al Napoli, dove rimase per due stagioni collezionando 4 presenze in Serie A. Chiuse la carriera tra le file dell'Ilva Bagnolese.
Ha giocato nel Nola nel 1945-46, vincendo con i bianconeri il Girone B di Prima Divisione campano e il Girone B di semifinale regionale.
Nella stagione 1947-1948 ha giocato nella Mariglianese, di nuovo in prima divisione.

## Palmarès

### Club

#### Competizioni nazionali
- Serie B: 1

Bari: 1934-1935